# Catuna niji
Catuna niji är en fjärilsart som beskrevs av Fox 1965. Catuna niji ingår i släktet Catuna och familjen praktfjärilar. Inga underarter finns listade i Catalogue of Life.